# Tempel der Gadde

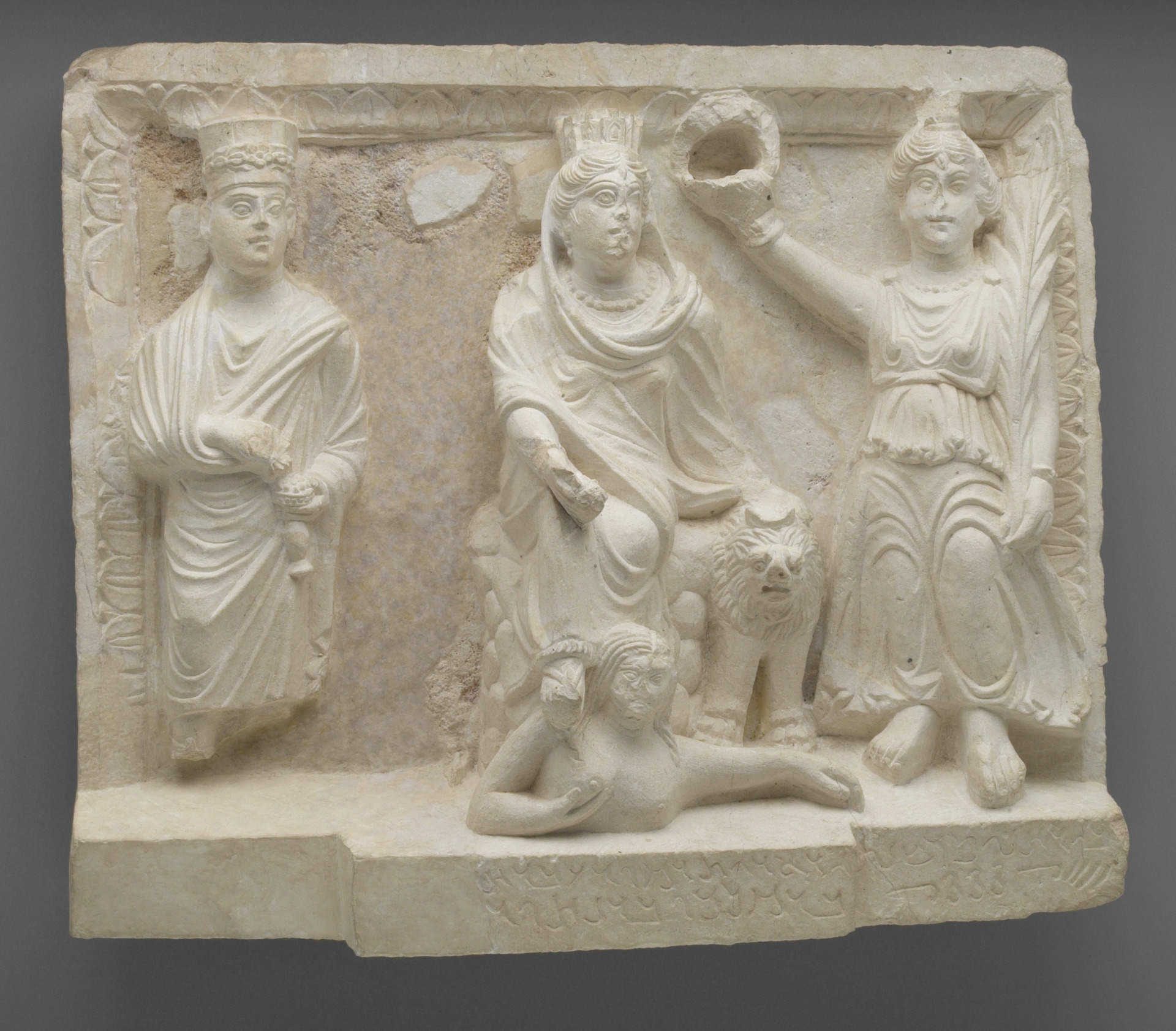
Die weibliche Schutzgottheit von Palmyra

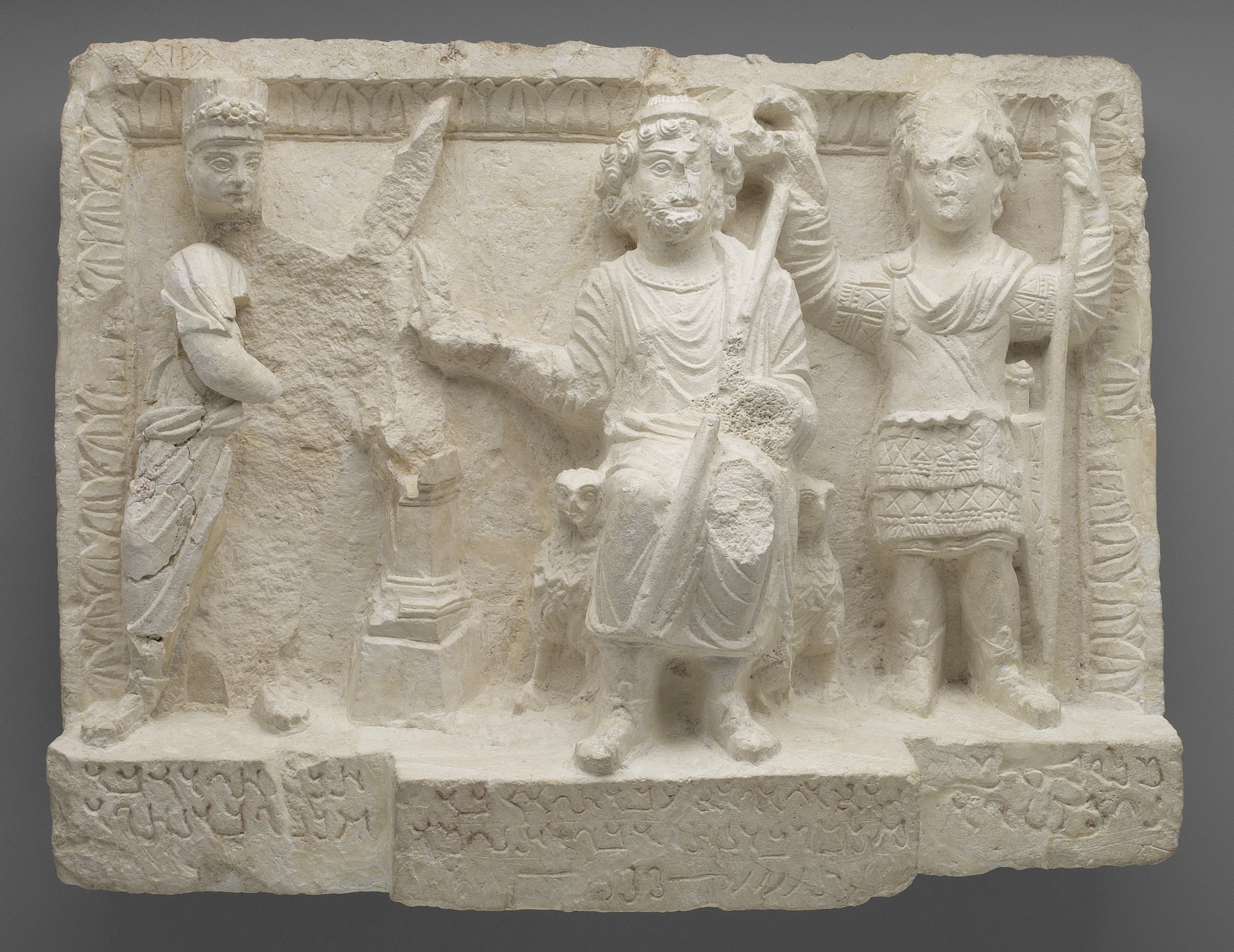
Relief mit der Schutzgottheit (Gad) von Dura Europos in der Mitte

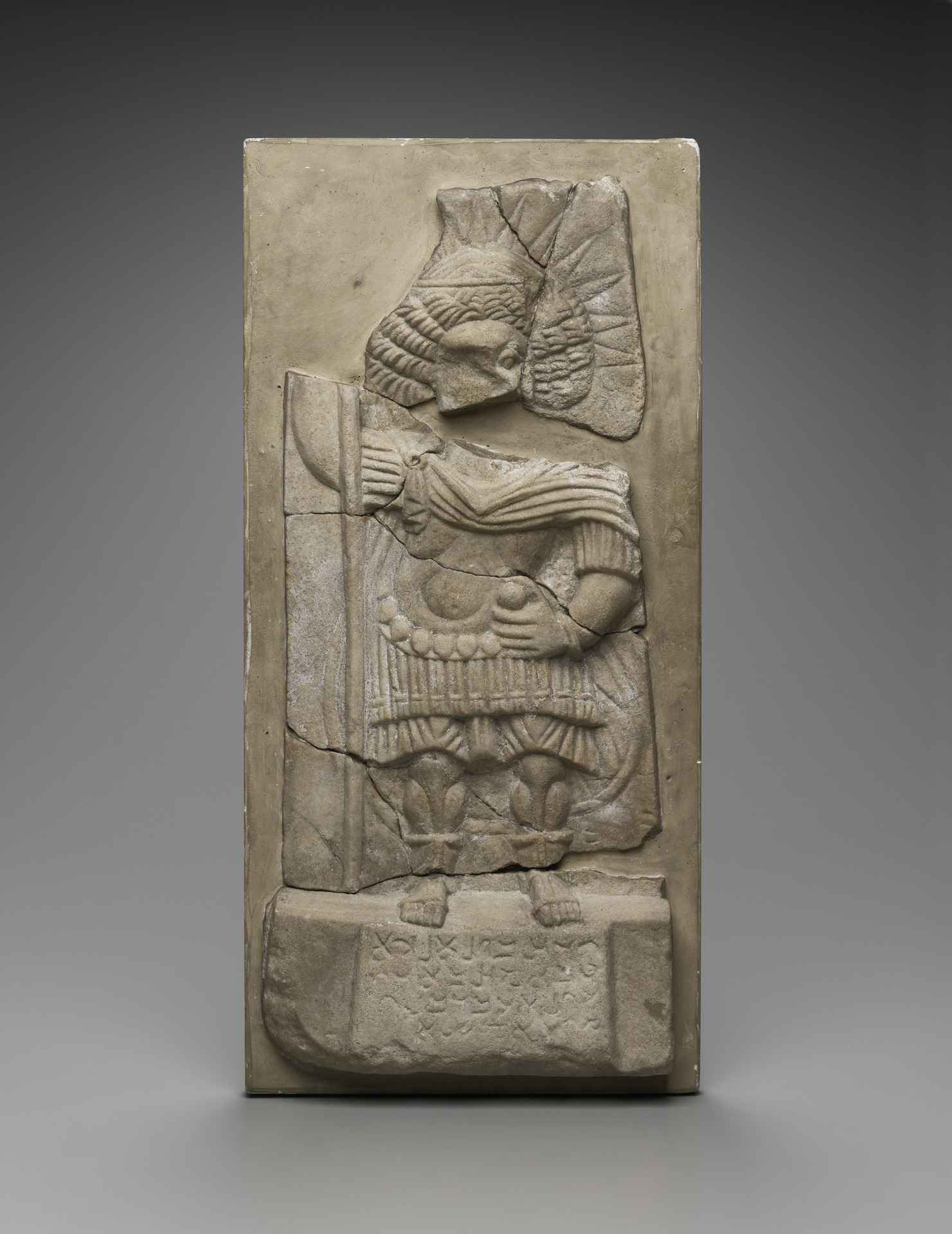
Relief mit Figur des Jarchibol

Der Tempel der Gadde ist ein Doppeltempel im syrischen Dura Europos, der den Schutzgottheiten (Gaddē – Gad ist übersetzt „der Herr“) der Stadt und von Palmyra geweiht ist. Der Bau wurde zwischen März 1936 und Januar 1936 von einer amerikanisch-französischen Expedition der Yale University unter Leitung von Michael Rostovtzeff ausgegraben. 
Der Bau befindet sich nahe der Agora. Es handelt sich um einen Hoftempel, der in den letzten Jahren der parthischen Herrschaft errichtet oder zumindest ausgebaut wurde (um 165 n. Chr. ist die Stadt von den Römern erobert worden). Der Tempelkomplex ist etwa 42 × 22 m groß und besteht aus zwei Teilen. Im Süden befindet sich der Haupthof mit dem Hauptheiligtum. Im Norden schließt sich ein weiterer Hofg mit diversen Nebenräumen an. Über ein Propylon gelangt man in einen Hof. Gegenüber liegt der Pronaos und die Cella (Naos 3) mit weiteren Räumen. Der Pronaos ist 11,05 m breit und 5,10 tief. Die Halle war einst etwa 8 m hoch und mit Wandmalereien dekoriert, die sich jedoch nur noch in kleinen Fragmenten fanden. Die Cella is 4,48 m breit und 4,12 m tief. An der Westseite befanden sich drei Nischen.
Ein Teil der Räume war eins mit figürlichen Wandmalereien dekoriert. Davon ist jedoch nur wenig erhalten. Auf der rechten Seite (vom Haupteingang aus gesehen) gelangt man über einen Saal mit Bänken an den Wänden in einen weiteren Hof. Hier befindet sich eine weitere Cella. Das genaue Alter des Tempelkomplexes ist unbekannt. Er wurde im Lauf der Zeit immer wieder erweitert. Insgesamt können vier Bauphasen unterschieden werden. Die letzte Bauphase (IV) datiert um 159 n. Chr. Zwei Reliefs sind in dieses Jahr datiert. Bauphase III muss um 150 n. Chr. geendet haben. Die beiden früheren Phasen datieren in die Jahrhunderte davor, ohne dass genaue Daten genannt werden können. Nach 159 wurde der Tempel anscheinend nicht mehr nennenswert umgebaut. Zahlreiche kleine Altäre wurde im Tempel aufgestellt und am Haupteingang wurde eine Terrasse angebaut.
Im Tempel fanden sich zwei Weihreliefs, beide in der Hauptcella (Naos 3). Eines von ihnen zeigt die weibliche Schutzgottheit von Palmyra in der Pose der Tyche von Antiochia. Sie sitzt zwischen zwei Figuren und trägt eine Mauerkrone sowie ein griechisches Gewand. Links steht ein Priester, rechts eine Nike. Das Relief ist aus palmyrischem Kalkstein gearbeitet. Eine Weiheinschrift in palmyrenischer Sprache lautet: Der Gad von Palmyra, gemacht von Hairan bar Mailua bar Nasor. Eine zweite Inschrift auf dem Relief nennt ein Datum: Im Monat Nisan, das Jahr 470 (159 n. Chr.).
Auf dem anderen Relief ist dagegen die männliche Schutzgottheit von Dura Europos dargestellt. Sie ist bärtig und trägt eine Tunika. Es handelt sich mit hoher Wahrscheinlichkeit um Zeus Megistos. Zu seiner rechten steht Seleukos Nikator, wie die palmyrenischsprachige Beischrift aussagt, auf der anderen Seite der das Relief Weihende. Unter Seleukos Nikator ist Dura Europos gegründet worden, so dass der Herrscher in der Stadt auch später noch eine besondere Verehrung genoss. Es handelt sich bei dem Weihrelief wahrscheinlich um eine palmyrenische Arbeit. Es stammt vom gleichen Stifter und aus dem gleichen Jahr wie das erste; die Weihinschrift lautet in Übersetzung: Der Gott Gad von Dura; gemacht von Hairan bar Maliku Nasor, im Monat Nisan, im Jahr 470 (159 n. Chr.). Der Name Nasor ist sonst nicht in Dura Europos bezeugt. In Palmyra ist er in zwei Inschriften, die sich jeweils auf dieselbe Person beziehen, belegt. Es handelt sich um den Urgroßvater des palmyrischen Königs Septimius Odaenathus. Aus chronologischen Gründen muss es sich beim Nasor aus Dura Europos um eine andere Person handeln. Da der Name jedoch so selten ist, mögen beide Namensträger aus einer Familie stammen.
In der Cella fand sich schließlich noch ein Relief, das den semitischen Gott Jarchibol darstellt. Eine Inschrift nennt die Bani Mitha, die Bogenschützen als Stifter.
Im Tempel fanden sich diverse Graffiti, die alle von Bewohnern Palmyras stammen. Der Tempel scheint also von Palmyrern für Palmyrer, die in Dura Europos lebten, errichtet worden zu sein. Palmyrener sind mit Sicherheit seit 33 n. Chr. in der Stadt belegt.